# 朝比奈豊
朝比奈 豊（あさひな ゆたか、1947年（昭和22年）9月14日 - ）は、日本のジャーナリスト、実業家。毎日新聞グループホールディングス社長、毎日新聞社社長を務めた。

## 人物・来歴
静岡県御前崎市出身。
静岡県立掛川西高等学校を経て、1966年（昭和41年）に東京大学理科2類に進学。同大学農学部農業経済学科を卒業後、71年7月に毎日新聞社に入社。社会部畑を歩む。浦和支局長、東京本社社会部長、編集局次長を経て、02年に東京本社編集局長、04年に取締役に選任、06年6月には常務・主筆に就任した。

### 社長時代
2008年（平成20年）6月25日、社長に昇格するが、毎日デイリーニューズWaiWai問題を受け、毎日新聞社は監督責任を問い、27日、当時担当役員だった朝比奈の役員報酬返上10%1ヶ月の懲戒処分を発表した。
トップ在任時は、2010年（平成22年）に共同通信への再加盟や地方紙との提携を進め、11年に毎日新聞グループホールディングスを発足させ、毎日新聞社、スポーツニッポン新聞社、東日印刷、高速オフセットの4社のグループ経営を確立した（19年に毎日映画社も傘下に）。加えてデジタル分野では、愛読者セットや有料電子新聞「デジタル毎日」をスタートさせた。
2010年2月8日、小泉純一郎元首相の引退表明を巡る記事に誤った発言が引用されたとして、元首相秘書官の飯島勲が朝比奈と当時の政治部長、担当デスクを名誉毀損容疑で告訴していた問題で、警視庁麹町警察署は、3人の捜査書類を東京地検に送付するが、翌年3月9日、同地検は朝比奈らを不起訴処分とした。

## 略歴
- 1971年 - 毎日新聞社入社。
- 2002年 - 毎日新聞東京本社編集局長。
- 2004年 - 毎日新聞社取締役。
- 2006年6月 - 毎日新聞社常務取締役・主筆。
- 2008年6月25日 - 毎日新聞社代表取締役社長。
- 2011年 - 毎日新聞グループホールディングス代表取締役社長。
- 2016年 - 毎日新聞代表取締役会長。
- 2020年 - 毎日新聞グループホールディングス相談役、毎日新聞社相談役